# Coccothera ferrifracta
Coccothera ferrifracta är en fjärilsart som beskrevs av Diakonoff 1969. Coccothera ferrifracta ingår i släktet Coccothera och familjen vecklare. Inga underarter finns listade i Catalogue of Life.